# La Redonda, Guanajuato
La Redonda är en ort i Mexiko.   Den ligger i kommunen Doctor Mora och delstaten Guanajuato, i den centrala delen av landet, 220 km nordväst om huvudstaden Mexico City. La Redonda ligger 2 113 meter över havet och antalet invånare är 548.
Terrängen runt La Redonda är platt åt nordväst, men åt sydost är den kuperad. Runt La Redonda är det ganska glesbefolkat, med 36 invånare per kvadratkilometer. Närmaste större samhälle är San José Iturbide, 11,3 km sydväst om La Redonda. Trakten runt La Redonda består i huvudsak av gräsmarker.